# Empresa Maranhense de Serviços Hospitalares
A Empresa Maranhense de Serviços Hospitalares (EMSERH) é uma empresa pública brasileira, dotada de personalidade jurídica de direito privado e patrimônio próprio, vinculada à Secretaria de Saúde do Governo do Maranhão. A Lei Estadual nº 9.732, de 19 de dezembro de 2012, autorizou a sua criação.

## Competências
Entre as suas finalidades estão: 
- administração de unidades hospitalares;[3]
- a prestação de serviços gratuitos de assistência médico-hospitalar, ambulatorial e farmacêutica, de apoio diagnóstico e terapêutico à comunidade;[3]
- a prestação de apoio às instituições de ensino, pesquisa e extensão e na formação de seus profissionais da saúde.[3]

## Estrutura
A EMSERH é a primeira empresa pública de serviço hospitalar do Brasil, em nível estadual.
Fazem parte da Rede EMSERH 80% das unidades de saúde públicas estaduais, totalizando um total de 26 hospitais, 11 UPAs, 01 hemocentro, 07 hemonúcleos, 20 agências transfusionais, 12 policlínicas, 07 centros especializados, 05 centros de saúde e 01 laboratório.

### Rede
Compõem a rede de unidades de saúde administradas pela EMSERH: o Hospital de Câncer do Maranhão; o Hospital Presidente Vargas (São Luís);  o Hospital Regional de Urgência e Emergência de Presidente Dutra; o Hospital Macrorregional de Coroatá; o Hospital Regional de Caxias Dr. Everaldo Pereira Aragão; os Hospitais Regionais de Lago da Pedra, Viana, Santa Luzia do Paruá, Pedreiras, São Mateus do Maranhão, Matões do Norte, Morros, Peritoró, Itapecuru-Mirim, Alto Alegre do Maranhão, Grajaú, Carutapera, Timon; o Hospital Regional Materno Infantil de Imperatriz; o Centro Especializado em Reabilitação e Promoção da Saúde (CER) do Olho D’Água; o Centro de Hematologia e Hemoterapia (HEMOMAR), o Centro de Referência de Exames de Média e Alta Complexidade PAM Diamante; o Laboratório Central LACEN; o Hospital dos Servidores Públicos do Maranhão;  a Unidade Mista do Maiobão; as UPAS 24 Horas do Araçagy, Cidade Operária, Coroatá, Codó, Itaqui-Bacanga, Imperatriz, Parque Vitória, São João dos Patos, Vinhais, Chapadinha e Timon; as Policlínicas do Idoso, Cohatrac, Açailândia, Barra do Corda, Cidade Operária, Lago dos Rodrigues, dentre outras.
Outras unidades de saúde estaduais são geridas por institutos privados, mas poderão ter sua gestão repassada à EMSERH no futuro.